# GLADIATOR CHALLENGER SERIES02「Matsushima vs Sodnomdorj」
GLADIATOR CHALLENGER SERIES02「Matsushima vs Sodnomdorj」は、日本の総合格闘技団体「GLADIATOR」の大会の一つ。
2024年7月12日、会場非公開・YouTube公式チャンネルの配信で開催された。

## 大会概要
従来のGLADIATORナンバーシリーズと異なり、会場非公開で無観客＆配信に特化したイベントとして開催される「CHALLENGER SERIES」の第2回大会。7月7日『GLADIATOR 027 in OSAKA』に続き、フェザー級挑戦者決定トーナメント2試合が実施される。
メインイベントには5月5日『GLADIATOR 026 in OSAKA』内でCHALLENGER SERIES参戦を発表していた松嶋こよみが登場。フェザー級挑戦者決定トーナメント準々決勝としてモンゴルのソドノムドルジ・プレブドルジと戦う。もう一つのトーナメント準決勝戦では、元フェザー級王者のパン・ジェヒョクが石田拓穂と対戦することに。
さらに伝統派空手出身の南友之輔が、プロ5戦目で元バンタム級王者のテムーレン・アルギルマーに挑む。また、GLADIATOR CHALLENGER SERIES01「BANG vs KAWANA II」でPROGRESSフェザー級王座に就いた竹内稔が、上久保周哉の挑戦を受ける。

## 試合結果
第1試合 バンタム級 5分3R
○  南友之輔 vs.  テムーレン・アルギルマー ×
2R 0:56 TKO
第2試合 PROGRESSフェザー級タイトルマッチ 5分3R
○  上久保周哉 vs.  竹内稔 ×
判定6-1
※上久保が第2代PROGRESSフェザー級王者に
第3試合 GLADIATORフェザー級挑戦者決定トーナメント準々決勝 5分3R
○  パン・ジェヒョク vs.  石田拓穂 ×
1R 3:47 TKO
第4試合 GLADIATORフェザー級挑戦者決定トーナメント準々決勝 5分3R
○  松嶋こよみ vs.  ソドノムドルジ・プレブドルジ ×
2R 2:47 TKO

### ザ・ワンTV ファイトボーナス
松嶋こよみ ※30万円
南友之輔 ※30万円
上久保周哉 ※20万円
パン・ジェヒョク ※20万円